# Haplosomoides arunachalensis
Haplosomoides arunachalensis is een keversoort uit de familie bladkevers (Chrysomelidae). De wetenschappelijke naam van de soort werd in 1985 gepubliceerd door Basu.